# 青森市立浪岡中学校
青森市立浪岡中学校（あおもりしりつ なみおかちゅうがっこう）は、青森県青森市浪岡大字浪岡字稲盛にある公立中学校。
昭和51年に浪岡町内の中学校5校が閉校してから浪岡町の唯一の中学校であった。
俗に「浪中」（なみちゅう）と呼ばれている。

## 沿革
- 1947年（昭和22年）
  - 4月1日 - 浪岡町立浪岡小学校校舎に併設の形で発足。
  - 4月22日 - 開校式挙行。
- 1949年（昭和24年）2月15日 - 校旗樹立、校歌制定。
- 1950年（昭和25年）11月24日 - 浪岡字稲村91番地に、独立新校舎落成し、移転。
- 1962年（昭和37年）12月15日 - 理科室等、特別教室増築落成。
- 1971年（昭和46年）3月13日 - 浪岡町議会は、統合中学校建設敷地を決定。
- 1973年（昭和48年）
  - 3月12日 - 浪岡町議会、（旧）浪岡・女鹿沢・野沢・大杉・五郷・細野の六中学校を統合した（新）浪岡中学校設置を可決。
  - 8月x日 - 統合校舎建設起工式。
  - 8月27日 - 統合校舎工事着工。
- 1975年（昭和50年）
  - 1月22日 - 新校歌制定。
  - 7月31日 - 統合校舎完成。
  - 11月19日 - 校章制定。
- 1976年（昭和51年）
  - 4月1日 - 6中学校が統合され「浪岡町立浪岡中学校」開校。
  - 4月6日 - 開校式並びに入学式挙行。同日、スクールバス（6台）の運行開始。
  - 4月7日 - 新校舎での授業開始。
  - 5月30日 - 屋内体育館完成。
  - 7月14日 - 新築落成式。
  - 1月22日 - 校旗寄贈式。
- 1977年（昭和52年）9月30日 - 50mプール完成。
- 1978年（昭和53年）3月10日 - 体力つくり施設完成。
- 1979年（昭和54年）
  - 2月3日 - 立志式挙行。以後。重要な行事として、毎年開催。
  - 9月15日 - 総量記念碑「青空の像」建立。
- 1986年（昭和61年）
  - 7月22日 - 創立10周年記念植樹。
  - 9月11日 - 創立10周年記念式典挙行。
- 1991年（平成3年）9月28日 - 青森県を襲った台風19号（りんご台風）により、臨時休校の措置を採る。本校では、ガラス23枚、シャッター1枚、町民体育館への渡り廊下の柱・天井、樹林7本破損や停電による断水が続いた。
- 1993年（平成5年）
  - 3月8日 - 生徒玄関前に校歌碑建立。
  - 7月26日 - 管理棟改修工事、コンピュータ室増設工事。
- 1996年（平成8年）3月29日 - グリーリー中学校（英語版）（カンバーランド郡 (メイン州)）と姉妹・友好提携。
- 2001年（平成13年）4月 - 青少年赤十字（JRC）に加盟する。
- 2004年（平成16年）11月 - 日本学校体育研究連合会より全国学校体育研究優良校を受賞する。
- 2005年（平成17年）4月 - 浪岡町と青森市の合併により、「青森市立浪岡中学校」に名称変更。
- 2006年（平成18年）10月 - 創立30周年を迎える。
- 2010年（平成22年）9月 - この月から2011年（平成23年）2月まで、 耐震補強工事実施。
- 2011年（平成23年）3月 - トイレ改修工事実施。
- 2013年（平成25年）8月 - 全国中学校バドミントン大会男子団体第3位。
- 2014年（平成26年）
  - 7月 - この月から11月まで、外壁改修工事実施る。
  - 8月 - 全国中学校バドミントン大会男子団体第1位。
- 2015年（平成27年）
  - 1月 - この月から2月にかけて、プール解体工事を行う。
  - 2月 - 校訓「明・浄・直」制定。
  - 8月 - 全国中学校バドミントン大会男子団体第3位。
- 2016年（平成28年）
  - 5月 - 40周年記念運動会を実施。
  - 8月 - 全国中学校バドミントン大会男子団体第1位。
  - 10月 - 40周年記念浪中祭を実施。
- 2017年（平成29年）8月 - 全国中学校バドミントン大会男子団体第5位。
- 2018年（平成30年）
  - 8月 - 全国中学校バドミントン大会男子団体第3位。
  - 10月 - 地下タンク補修工事をする（40年経過のため）。
- 2019年（令和元年）8月 - 全国中学校バドミントン大会男子団体第5位。
- 2023年（令和5年）3月 - 文部科学大臣杯第14回全日本少年春季軟式野球大会出場（令和4年度）。

## 浪岡中学生徒自殺事件
- 2016年8月25日 - 同校女子生徒が奥羽本線北常盤駅の列車に飛び込み死亡。
  - 「もう耐えられない。うわさ流したり、信じたり、いじめたやつら。二度としないで」[1]と被害者女性生徒が携帯電話に遺書を残した。
- 2016年 11月 - 青森市教育委員会がいじめ関連のネット投稿5000件を削除依頼したと発表[2]。
- 2016年 12月 - 同市教育委員会 いじめ防止審議会会長が「いじめがあったと認定できる」と会見で発表[3]。
- 2016年 12月 - 青森県警は加害者生徒数名を児童相談所に通告[4]。
- 2017年 4月 - 青森市教育委員会 いじめ防止審議会は遺族へ「いじめ解明できない」と報告[5]したが、遺族はこれを不服とし、再審議を求めた。
- 2017年 5月 - いじめ防止審議会は全員が任期満了による退任となり一旦解散、新しい委員が選任され再審議へ。
- 2018年 8月 - 新たな委員により改めて報告書が出され、「自殺の原因は主にいじめによるもの」と認定。

### 報道
事件は国内のみならず、海外のメディアに報道された。ジャパンタイムズ、米国ニューヨークタイムズ、米国News Week、ベトナムテレビジョン（VTV）、中東最大のテレビ局アルジャジーラのほか、中国、台湾、韓国、スペインのメディアが自殺事件や教育委員会の不手際を報じた。

## 校区
- 青森市浪岡地区（旧浪岡町）全域
- 校区が広いためスクールバスでの登下校が多い。

## 卒業生
- 武州山隆士（大相撲力士）
- 小田桐咲也（俳優、アイドル）
- 奈良岡功大（バドミントン選手）

## 周辺
- 浪岡総合運動公園
- 青森市浪岡体育館
- 社会福祉法人若竹会瑞穂幼稚園（幼保連携型認定こども園）
- いとく浪岡店
- 浪岡共同職業訓練校
- ハッピードラッグ青森浪岡店
- 青森県道13号大鰐浪岡線
- 青森県立浪岡高等学校

## アクセス
- 弘南バス
  - 青森 - 黒石線「高校前」バス停下車後、徒歩約610m・約9分。
  - 弘前 - 浪岡線「浪岡東口」バス停下車後、徒歩約750m・約12分。